# کوسکوس خالدار خال‌سیاه
کوسکوس خالدار خال‌سیاه (نام علمی: Spilocuscus rufoniger) نام یک گونه از سرده کوسکوس‌های خال‌دار است.